# Kristian Daneback
Jens Tommy Kristian Daneback, född 31 juli 1974 i Karlskoga, är en svensk professor i socialt arbete vid Göteborgs universitet. Han har publicerat omkring 100 vetenskapliga artiklar, bokkapitel och rapporter, och har enligt Google Scholar (2025) cirka 5 500 citeringar och ett h-index på 35. Han tog socionomexamen vid Örebro universitet 1998 och magisterexamen i socialt arbete 1999. Han disputerade 2006 vid Göteborgs universitet i ämnet socialt arbete med avhandlingen Love and sexuality on the internet. Han blev docent 2009 och utnämndes till professor 2014.

## Karriär
Sedan oktober 2024 är Daneback prefekt vid Institutionen för sociologi och arbetsvetenskap vid Göteborgs universitet. Mellan 2018 och 2023 var han prodekan och tillförordnad dekan vid Samhällsvetenskapliga fakulteten vid Göteborgs universitet. Under perioden 2015–2018 var han viceprefekt vid Institutionen för socialt arbete och 2014 studierektor för forskarutbildning vid samma institution. Han har också haft internationella uppdrag som forskare och lärare vid Masaryk University i Brno, Tjeckien (2012–2015) och som gästforskare vid University of Texas Health Science Center at Houston (2010).

## Forskning
Kristian Daneback forskar om hur digital teknik påverkar sociala relationer, vardagsliv och samhälleliga processer. Hans arbete omfattar tre huvudområden – sexualitet och internet, föräldraskap och internet samt nätmobbning – och inkluderar både empiriska studier och teoretiska/metodologiska bidrag. Forskningen präglas av tvärvetenskapliga samarbeten och ett internationellt nätverk, och resultaten har relevans för såväl akademi som praktik inom socialt arbete, folkhälsa och utbildning.

### Sexualitet och internet
Inom området sexualitet och internet har Daneback undersökt hur människor använder digitala miljöer för att utforska och uttrycka sin sexualitet, samt hur dessa miljöer påverkar sexuella attityder och beteenden. I en av hans mest uppmärksammade studier kartlades demografiska och psykosociala drag hos personer som deltar i sexuella aktiviteter online. Han har analyserat omfattning, allvarlighetsgrad och riskfaktorer för sexberoende på internet och studerat pornografianvändning i heterosexuella parrelationer i Norge. Hans forskning omfattar också ungas användning av internet för sexualundervisning, där både möjligheter till kunskap och risker som felaktig information diskuteras. Flera av hans arbeten har även belyst metodologi, till exempel hur urvalsmetoder och mätinstrument kan påverka resultaten i forskning om sexualitet på nätet.

### Föräldraskap och internet
Forskningen om föräldraskap och internet fokuserar på hur föräldrar använder digitala resurser för att få information, stöd och social kontakt. I en omfattande litteraturöversikt analyseras hur internet har förändrat interaktionen mellan föräldrar och professionella, och hur digitala forum fungerar som arenor för kunskapsutbyte. Han har även undersökt hur föräldrar använder nätbaserade forum för att diskutera barnuppfostran, dela erfarenheter och hantera utmaningar i vardagslivet. En annan viktig studie handlar om växelvis boende, och visar hur digitala verktyg och onlinekommunikation kan stödja föräldrasamverkan, strukturera barns vardag mellan två hem och bidra till stabilitet i deras liv.

### Nätmobbning
Inom forskningen om nätmobbning har Daneback varit med och identifierat strategier som offer använder för att hantera digitala trakasserier, och analyserat vilka metoder som är mest effektiva för att minska negativa konsekvenser. Han har studerat hur relationer till föräldrar och lärare kan påverka barns förmåga att hantera mobbning samt undersökt skillnader i utsatthet mellan barn med inhemsk och utländsk bakgrund i de nordiska länderna.

## Redaktionella uppdrag
Daneback är ledamot av redaktionsråden för de internationella tidskrifterna Journal of Sex & Marital Therapy och International Journal of Sexual Health.